# ذا غراند تور

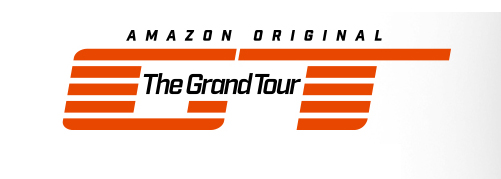
شعار برنامج The Grand Tour.

ذا غراند تور (بالإنجليزية: The Grand Tour). هو برنامج سيارات بريطاني، أنشأه جيرمي كلاركسون، وريتشارد هاموند، وجيمس ماي، وأندي ويلمان، وصُور حصريًا لصالح خدمة برايم فيديو، وهي خدمة البث العائدة لشركة أمازون، وقد بدأ عرض البرنامج في 18 من نوفمبر 2016. أتت فكرة البرنامج بعد مغادرة كلاركسون، وهاموند، وماي، وويلمان برنامج توب جير العائد لشبكة بي بي سي، وجرى الاتفاق على تصوير 36 حلقة على مدى ثلاث سنوات.
اتبع البرنامج عند إطلاقه صيغة مشابهة لصيغة برنامج توب جير بين عام 2016 و2019، مثل مراجعة السيارات، ودورات موقوتة حول المضمار، وسباقات وتحديات باستخدام السيارات، وفقرات داخل الاستوديو، وضيوف من المشاهير، وفي تلك الفترة كان يستخدم الفريق استوديو داخل خيمة كبيرة تنقلت في مواقع مختلفة حول العالم قبل ثباتها في كوتسوولدز. كانت الحلقات تطلق أسبوعيًا على خدمة برايم فيديو، وتوفرت حلقات معادة من الموسم الأول عبر خدمات البث التقليدية في أواخر 2017. تغيرت صيغة الإنتاج عند نهاية الموسم الثالث وركزت على الحلقات الخاصة التي تقرر إصدارها في فترات محددة مستقبلًا.
يشاهد برنامج ذا غراند تور في أكثر من 195 دولة، وقد جذب نسب مشاهدات مرتفعة منذ إطلاقه، وتلقى مراجعات إيجابية من قبل النقاد. أطلقت لعبة فيديو مبنية على البرنامج في 15 من يناير 2019 معنونة ذا غراند تور جيم (بالإنجليزية: The Grand Tour Game). وقد أعلن المنتج التنفيذي أندي ويلمان عن تجديد عقده وعقد الطاقم مع شركة أمازون عامين إضافيين.

## الصيغة

### المواسم 1-3 (2016-2019)
ركزت صيغة البرنامج خلال المواسم الثلاثة الأولى على نظام مشابه لبرنامج توب جير، متكون من خليط من الأفلام المصورة وفقرات داخل الاستوديو مع جمهور حي، وتغير تصميم البرنامج لأسباب قانونية لتجنب الاصطدام مع شبكة بي بي سي وبرنامجها. وقد ركزت الأفلام على مراجعة السيارات، وتحديات قيادة السيارات، والرحلات البرية على الطريق، والمبنية عادة على فقرات مشابهة لفقرات برنامج توب جير، مثل تحديات يشتري خلالها المقدمون مركبات من فئة معينة، ويخضعون لسلسلة من التحديات تعطى لهم عبر رسالة نصية من منتج البرنامج من أجل معرفة المركبة الأفضل. بالإضافة إلى هذه الحلقات، تضمنت الصيغة بين أعوام 2016-2019 حلقات خاصة مبنية على حلقات توب جير الخاصة، وتركزت هذه الحلقات على خوض المقدمين رحلات في بلاد متنوعة بواسطة فئة معينة من المركبات.
أديت مراجعة السيارات في السلسلة على نمط مشابه لبرنامج توب جير، وخلالها يلقي المقدمون نظرة على سيارات منوعة إما بمفردهم أو مع زملائهم، وتختبر السيارات للحكم على جوانب معينة منها الأداء، والتحكم، والنوعية، وتجرى المراجعات خارج المملكة المتحدة أو داخلها على مضمار سباق يدعى «Eboladrome» مصمم خصيصًا على شكل موازٍ لمضمار اختبار توب جير، ويجرى على متن المضمار توقيت السيارات المراجعة آنذاك، ما عدا عشر سيارات وقتوا قبل انطلاق الموسم الأول من السلسلة، وأجريت الدورات المؤقتة في الموسم الأول من قبل سائق سيارات الناسكار المحترف مايك سكينر المدعي «الأمريكي» بموجب عقده، ولعب دور أمريكي جنوبي نمطي يمتلك لكنة، ووجهات نظر، وصفات شخصية مكتوبة مسبقًا. ولكن أدى استقبال الشخصية الضعيف إلى استبداله من قبل سائقة السيارات البريطانية آبي إيتون خلال الموسم الثاني والثالث.
صورت فقرات الاستوديو داخل خيمة كبيرة تسع 300 شخص من الجمهور، مع جلوس المقدمين حول طاولة والجمهور في مقاعد أمامهم. وقد صورت هذه الفقرات من الموسم الأول داخل خيمة متنقلة نصبت في بلدان مختلفة مع جلب جمهور من سكان تلك المناطق من أجل التركيز على أن البرنامج مشارك في «جولة كبرى» حول العالم، ولكن أدى حادث اصطدام هاموند في سويسرا، وإصابة كلاركسون بالتهاب رئوي قبيل بداية الموسم الثاني إلى نصب الخيمة في موضع ثابت عوضًا عن تنقلها المستمر، ونتيجة لهذا صورت فقرات الاستوديو من الموسم الثاني والثالث على أطراف بلدة تشيبينج نورتون البريطانية.